# 토토니카판주

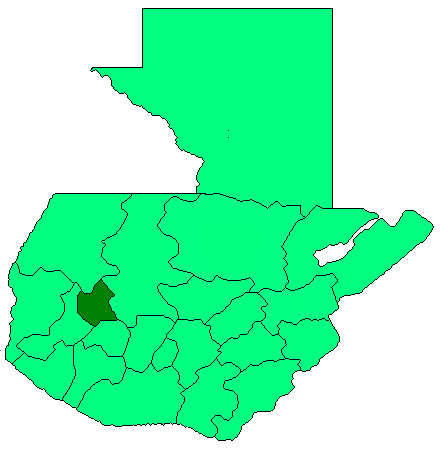
토토니카판 주의 위치

토토니카판주(스페인어: Departamento de Totonicapán)는 과테말라 서부에 위치한 주로 주도는 토토니카판이며 면적은 1,061km2, 인구는 339,254명(2002년 기준)이다.
북쪽으로는 우에우에테낭고 주, 남쪽으로는 솔롤라 주, 동쪽으로는 키체 주, 서쪽으로는 케트살테낭고 주와 접한다. 8개 지방 자치체를 관할한다.